# Ордера на арест Хайбатуллы Ахундзады и Абдулы Хакима Хаккани
Ордера на арест эмира Исламского Эмирата Афганистан Хайбатуллы Ахундзады и председателя Верховного Суда Абдулы Хакима Хаккани были выданы Международным уголовным судом в связи с ущемлениями прав женщин.

## Ход событий
23 января 2025 года прокуратура Международного уголовного суда запросила ордер на арест эмира Исламского Эмирата Афганистан Хайбатуллы Ахундзады и главного судьи Афганистана Абдулы Хакима Хаккани, выдвинув обвинения в совершении преступлений против человечности. Прокурор Карим Ахмад Хан заявил, что притеснению подвергались женщины, девочки, представители ЛГБТ и другие.
8 июля 2025 года ордера на арест были выданы. Палата предварительного производства Международного уголовного суда (МУС) в рамках расследования ситуации в Афганистане сообщила о наличии достаточных оснований для подозрения Ахунзады и Хаккани в подстрекательстве к совершению преступлений против человечности с 15 августа 2021 года и до начала 2025 года.
На фоне этого, как отмечает 9 канал (Израиль), Россия признала Исламский Эмират Афганистан, став единственной страной в мире сделавшей такой шаг.